# Deraeocoris lutescens
Deraeocoris lutescens – gatunek pluskwiaka z podrzędu różnoskrzydłych, rodziny tasznikowatych (Miridae) i rodzaju błyszczek (Deraeocoris). Jedyny polski przedstawiciel podrodzaju Knightocapsus Wagn..

## Budowa ciała
Owad ma ciało długości do 4,5 mm, owalne, masywne, błyszczące, ubarwione brązowo, czasem nakrapiane. Półpokrywy posiada jasnobrązowe lub ciemne. Tarczka jest niewielka, a nogi barwy żółtawej.

## Biologia
Pluskwiak ten jest drapieżnikiem polującym na drobne owady, w tym mszyce. Występuje na drzewach liściastych m.in. z rodzaju: lipa, grab i jesion. Zimują jako owady dorosłe, których nowe pokolenie pojawia się w lipcu. 

## Występowanie
Występuje w prawie całej Europie oraz Afryce północnej i części Azji. Pospolity w całej Polsce.